# Пасји врх
Пасји врх (алб. Maja e Qenit) је планински врх који се налази на граници Србије односно  територије Косова и Црне Горе. Висине је 2.405 метара. Део је ланца Проклетих планина . Овај врх је један од највиших у планинском подручју Богићевице. Суседни врх Маријаш достиже 2.533 метара и највиши јр врх Богићевице.